# Jonathan Augustinsson
Pour les articles homonymes, voir Augustinsson.
Jonathan Augustinsson, né le 30 mars 1996 à Stockholm en Suède, est un footballeur international suédois qui évolue au poste d'arrière gauche au Rosenborg BK.

## Biographie
Jonathan Augustinsson est le frère cadet de Ludwig Augustinsson, et tout comme lui, il évolue au poste d'arrière gauche. Il a également été formé dans le même club, à l'IF Brommapojkarna.

### Brommapojkarna
Formé à l'IF Brommapojkarna, Jonathan Augustinsson débute en pro dans le Superettan, la deuxième division suédoise. Il joue son premier match le 19 avril 2015 à l'occasion d'un match de championnat contre l'AFC Eskilstuna, qui se solde par un match nul de 1-1.

### Djurgårdens
Jonathan Augustinsson rejoint l'équipe de Djurgårdens IF en février 2016, l'occasion pour lui de découvrir l'Allsvenskan, l'élite du football suédois. Malheureusement, ses débuts pour son nouveau club sont retardés à la suite d'une blessure qui le tient éloigné des terrains pendant de longs mois. 
Il fait ses débuts un an plus tard, le 27 février 2017, lors d'un match de Svenska Cupen, où son équipe réalise le match nul 1-1 contre l'IF Brommapojkarna, le club de ses débuts.
En 2018, il contribue au bon parcours de Djurgårdens IF en Svenska Cupen, inscrivant notamment un but lors de la large victoire de son équipe 6-0 contre le club de Degerfors IF le 19 février. Il prend part à plusieurs matchs de la compétition, mais pas à la finale remportée par son équipe. Il remporte néanmoins son premier trophée avec cette coupe de Suède.

### Rosenborg BK
Le 4 décembre 2020 est annoncé le transfert de Jonathan Augustinsson au Rosenborg BK. Il rejoint officiellement le club en janvier 2021.

## Palmarès
- Vainqueur de la Svenska Cupen en 2018 avec le Djurgårdens IF.